# Teplá
Teplá là một thị trấn thuộc huyện Cheb, vùng Karlovarský, Cộng hòa Séc.